# Nadezhda Tishkova
 (mai 2025).
Motif : Une seule source primaire ne suffit pas à démontrer l'admissibilité
- Archive Wikiwix
- Bing
- Cairn
- DuckDuckGo
- E. Universalis
- Gallica
- Google
- G. Books
- G. News
- G. Scholar
- Persée
- Qwant
- (zh) Baidu
- (ru) Yandex
- (wd) trouver des œuvres sur Wikidata

| 1. | Préciser le motif de la pose du bandeau. | Précisez le motif de la pose du bandeau en utilisant la syntaxe suivante : {{admissibilité à vérifier\|date=juin 2025\|motif=remplacez ce texte par le motif}}                         |
| 2. | Informer les utilisateurs concernés.     | Pensez à avertir le créateur de l'article, par exemple, en insérant le code ci-dessous sur sa page de discussion : {{subst:avertissement admissibilité à vérifier\|Nadezhda Tishkova}} |

Nadezhda Tishkova est une marathonienne de nationalité ukrainienne (née le 11 novembre 1960) qui a gagné le marathon de Pyongyang de 1984 en 2:40:34 en tant qu'athlète de l'union soviétique. Puisque cette édition était la première où les athlètes femmes pouvaient participer, elle est ainsi devenue la première femme à gagner cette course.
D'après l'ARRS, sa victoire est également son record personnel sur la distance marathon.